# ISO 7811
ISO 7811 definieert enkele traditionele technieken om gegevens op een identiteitskaart te bewaren, zoals verdikte tekens en verscheidene magneetstripformaten. Zo worden identiteitskaarten over heel Europa aan de hand van deze technieken geproduceerd. Deze zijn belangrijk om de authenticiteit van de kaart te bevestigen.